# Новоазовская ВЭС

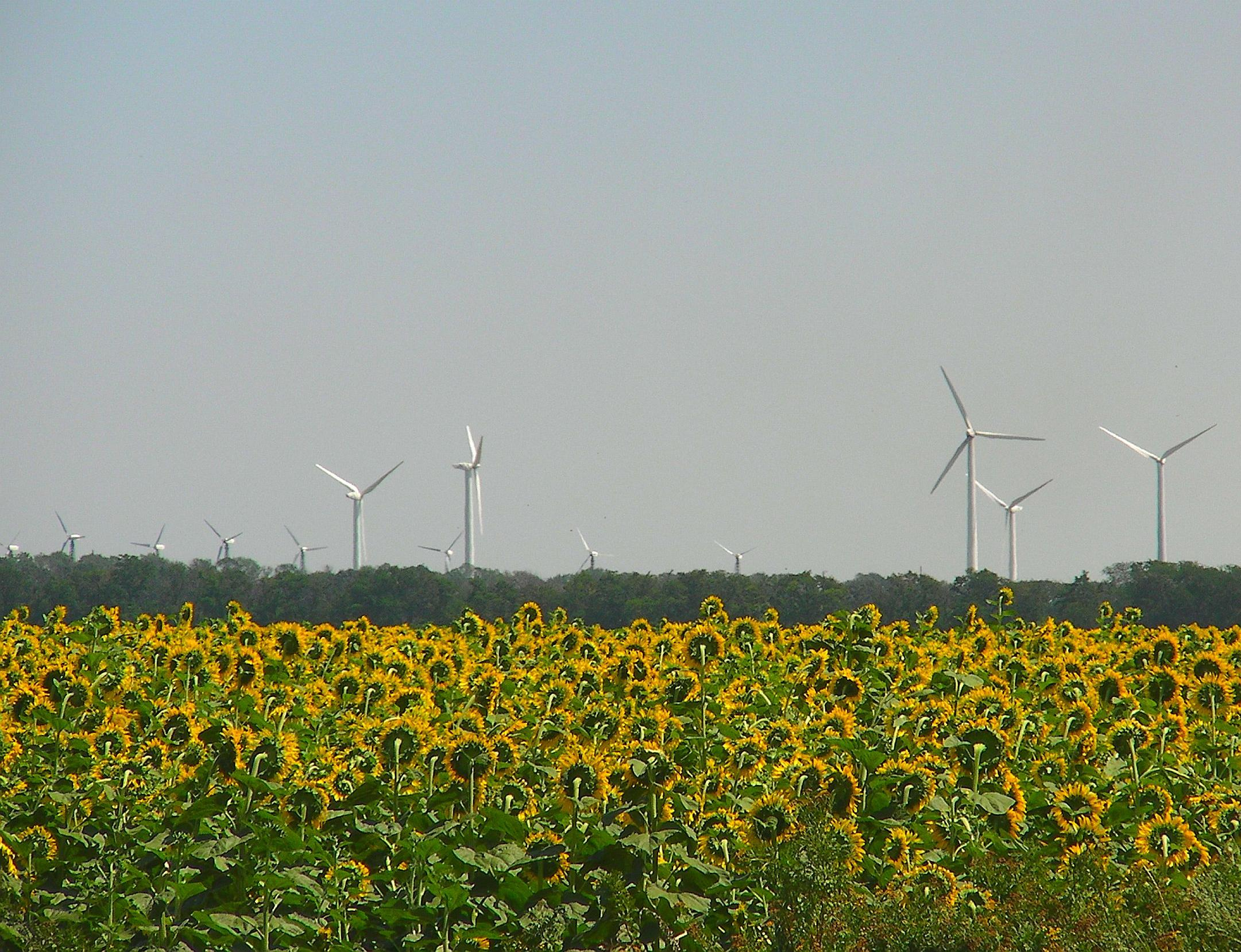

Новоазовская ВЭС — ветровая электростанция рядом с селом Безыменное Донецкой области Украины. Выработка электроэнергии происходит за счёт использования энергии ветра.
Фактическая мощность станции составляет 79,3 МВт (на 2012 год). Проектная мощность 107,5 МВт.
По результатам открытого концессионного конкурса на достройку и эксплуатацию Новоазовской ВЭС сроком на 50 лет, победителем стало ПЭО «Ветроэнергопром», которое предусматривает строительство 468 ветроагрегатов для достижения проектной мощности. Эти агрегаты будут вырабатывать 85,934 млн кВт·ч электроэнергии в год. ПЭО «Ветроэнергопром» входит в состав корпорации «Укрподшипник», которая контролируется братьями Клюевыми.
На 2006 год завершён монтаж 10 пусковых очередей и сданы в эксплуатацию 141 ветроагрегат марки USW 56-100 (производства СП «Уиндэнерго ЛТД» по лицензии WindPower). Номинальная мощность одного ветроагрегата USW 56-100 составляет 107,5 кВт. Помимо этого на станции установлены два ветроагрегата Т600-48 (производство бельгийской фирмы «Turbowinds») с номинальной мощностью 600 кВт.
Первая очередь станции введена в эксплуатацию в 1998 году.
К началу XXI века в окрестностях станции появился ветроэнергопарк «Новоазовский». Территория парка в 2014 году перешла под контроль самопровозглашённой ДНР.